# Primorsko
Primorsko (bulgarisch Приморско) ist eine Stadt und Verwaltungszentrum der gleichnamigen Gemeinde in Südostbulgarien, in der Oblast Burgas. Sie besitzt einen kleinen Hafen und ist durch den Tourismus bekannt. Primorsko (übersetzt: am Meer liegend) ist rund 50 km von Burgas entfernt.

## Geographie

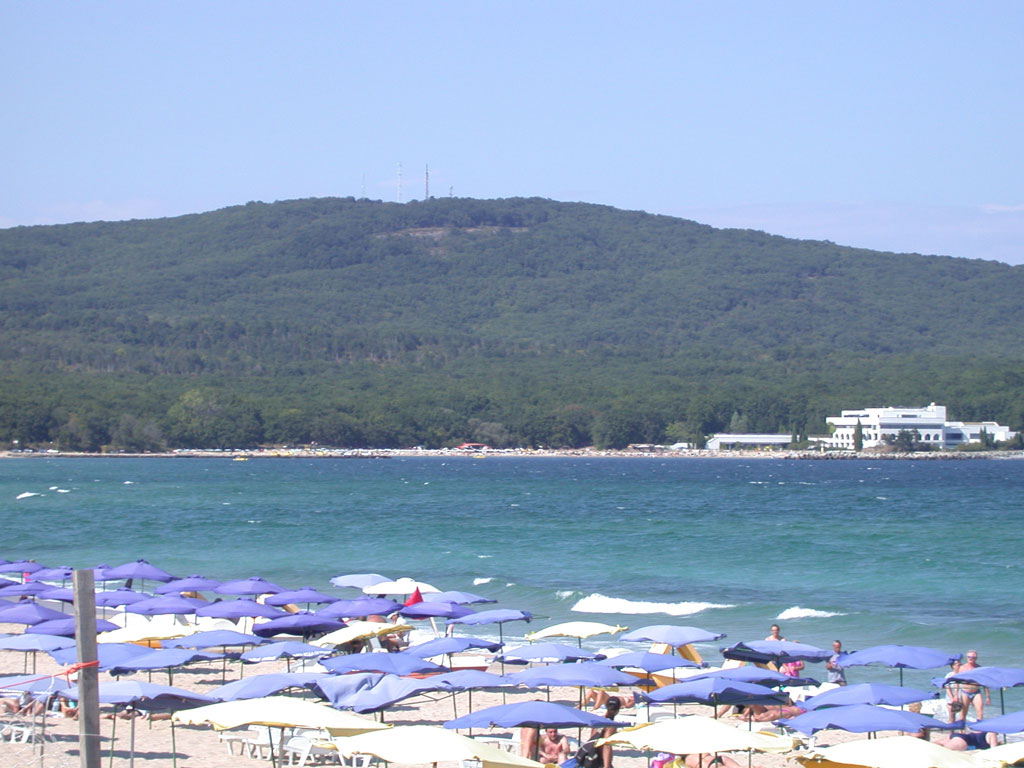
Der Nordstrand mit den Ausläufern des Strandscha-Gebirges

Die Stadt liegt im östlichen Teil der historischen Landschaft Thrakien auf einer kleinen felsigen Halbinsel zwischen den Buchten Stomopolo und Djavolski Saliv. Sie hat sich an der Mündung des Flusses Djawolska am Schwarzen Meer an den Ausläufern des Strandschagebirges entwickelt. Primorsko (deutsch: Am Meer) ist ein Seebad mit besonders gutem Klima, weil hier die gemäßigte kontinentale und die subtropische Klimazone aufeinandertreffen. Es befindet sich etwa 25 km südlich von Sosopol und 52 km südlich von Burgas.

## Gemeindegliederung
Zur Gemeinde Primorsko (bulg. Община Приморско) gehören neben den Städten Primorsko und Kiten noch die Dörfer Wesselie, Nowo Panitscharewo, Pismenowo, Jasna Poljana. Die Gemeinde grenzt im Osten an das Schwarze Meer, im Westen und Norden an die Gemeinde Sosopol und im Süden an die Gemeinden Zarewo und Malko Tarnowo. Die gesamte Gemeinde umfasst 6714 Einwohner.
Die Gemeinde wurde nach dem Willen der Bevölkerung von Primorsko, Pismenowo, Jasna Poljana und Nowo Panitscharewo nach einem Volksentscheid 1997 gegründet. Durch spätere Volksentscheide schlossen sich die Orte Kiten (2001) und Weselie (2004) der Gemeinde an.

## Geschichte
Die ersten Hinweise auf eine Besiedlung der Region stammen von Thrakern aus dem 13. und 14. Jahrhundert v. Chr. In der Gegend wurden bei Ausgrabungen die typischen thrakischen Dolmen entdeckt. Auch aus der Zeit der Thraker stammen die Überreste des Heiligtums Beglik Tasch und der Zitadelle Ranuli am Berg Kitka, am rechten Ufer des Ropotamo-Flusses. Historiker vermuten, dass die Region in dieser Zeit entweder in den griechischen Stadtstaat Apollonia Pontica oder in das thrakische Odrysenreich eingegliedert war. Um das erste Jahrhundert v. Chr. wurde die Region von den Römern erobert.
Primorsko war zunächst ein unscheinbares Dorf und hieß in der Zeit der osmanischen Herrschaft Tschenger. Die umfassende Besiedlung der Stadt begann erst 1879, als sich bulgarische Flüchtlinge aus Thrakien nahe der bulgarischen Grenze niederließen und das Dorf Kjuprija (bulg. Кюприя) gründeten. Das kleine Dorf wurde während der Balkankriege (1912–1913) in den bulgarischen Staat eingegliedert. In der folgenden Zeit siedelten sich weitere Thrakische Bulgaren hier an. 1934 erfolgte die Umbenennung in Primorsko. 1939 wurde der Hafen eröffnet. Seit 1962 ist Primorsko ein nationaler Kurort und seit 1981 eine Stadt.
Ein bedeutender Wirtschaftsfaktor der Region ist der Tourismus. In den 1970er und 1980er Jahren wurden über 80 betriebliche Ferienheime entlang des Sandstrandes und in dessen unmittelbarer Nähe gebaut. Der Großteil von ihnen wurde in den 1990er und 2000er Jahren privatisiert. Zusätzlich ist Primorsko ein Zentrum für internationalen Jugendtourismus geworden, es gibt Sommerlager für Schüler und Studenten und einen großen Campingplatz. Ein weitestgehend erhaltenes Waldgebiet mit altem Buchenbestand am Fuß des Gebirges bietet außerdem gute Wandermöglichkeiten.

## Sehenswürdigkeiten
- Rest der antike Stadt Ranuli
- Festung Maslen nos
- Kap Maslen nos
- Beglik Tasch
- Insel Sweti Toma
- Naturschutzgebiet Alepu
- Naturschutzgebiet Arkutino
- Naturschutzkomplex Ropotamo
- Residenz Perla
- Naturpark Strandscha

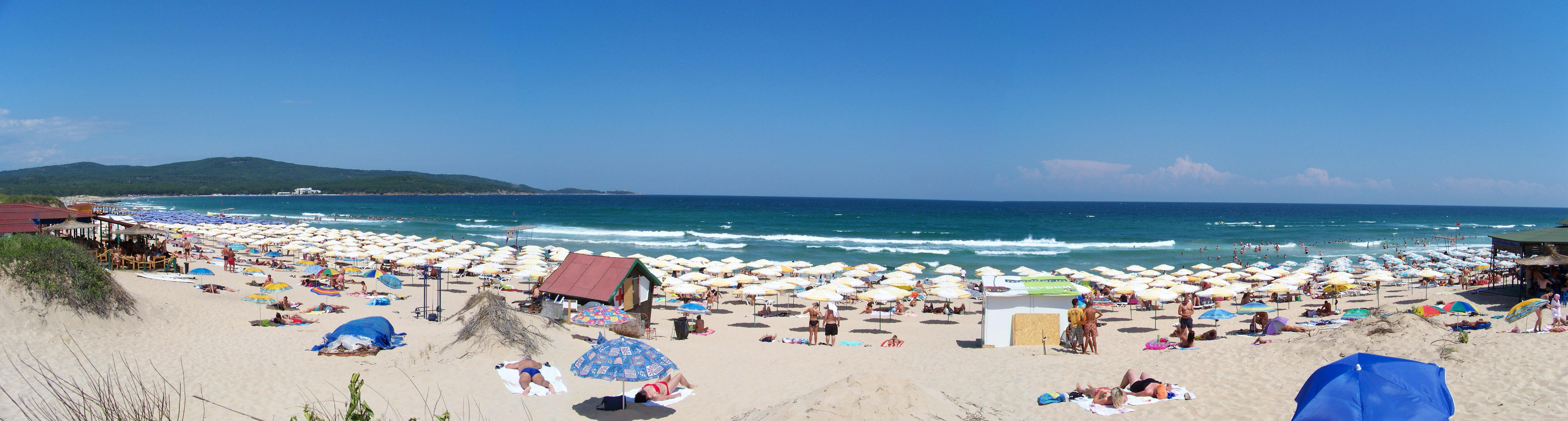
Panorama vom Strand

- Kapelle Sweta Paraskewa am gleichnamigen Kap